# Bandmatris
En bandmatris är inom matematik en gles matris sådan att endast elementen i ett band runt huvuddiagonalen är nollskilda; bandet utgörs av ett antal diagonaler ovanför respektive nedanför huvuddiagonalen.
Mer strikt uttryckt kan man säga att för en n×n-bandmatris med elementen {\displaystyle a_{ij}} ska det finnas två positiva heltal {\displaystyle k_{1}} och {\displaystyle k_{2}} så att
{\displaystyle a_{ij}=0~~\mathrm {om} ~~j<i-k_{1}~~\mathrm {eller} ~~j\geq i+k_{2}}
{\displaystyle k_{1}} brukar kallas vänsterbandbredd och {\displaystyle k_{2}} för högerbandbredd. Bandbredden för matrisen är antalet diagonaler där det finns nollskillda element, {\displaystyle k_{1}+k_{2}+1}.
Specialfall inträffar då {\displaystyle k_{1}=k_{2}=0} då man får en diagonalmatris, då {\displaystyle k_{1}=k_{2}=1} då man får en tridiagonal matris, och då {\displaystyle k_{1}=0} och {\displaystyle k_{2}=n-1} då man får en nedåt triangulär matris. En uppåt triangulär matris fås om {\displaystyle k_{1}=n-1} och {\displaystyle k_{2}=0}.

## Tillämpningar
Inom beräkningsvetenskap fås ofta bandmatriser vid användning av finita elementmetoden.

## Lagring
Då bandmatriser innehåller mest nollor kan man i datorprogram spara lagringsutrymme om man endast lagrar bandet, exempelvis kan en 5 × 5-tridiagonal matris 
{\displaystyle {\begin{pmatrix}a_{11}&a_{12}&0&0&0\\a_{21}&a_{22}&a_{23}&0&0\\0&a_{32}&a_{33}&a_{34}&0\\0&0&a_{43}&a_{44}&a_{45}\\0&0&0&a_{54}&a_{55}\end{pmatrix}}}
lagras som en 5 × 3-matris
{\displaystyle {\begin{pmatrix}0&a_{11}&a_{12}\\a_{21}&a_{22}&a_{23}\\a_{32}&a_{33}&a_{34}\\a_{43}&a_{44}&a_{45}\\a_{54}&a_{55}&0\end{pmatrix}}}